# الرجاح (يريم)

تعديل مصدري - تعديل

الرجاح محلة تابعة لقرية الفرجدي، التابعة لعزلة ارياب بمديرية يريم إحدى مديريات محافظة إب في الجمهورية اليمنية.، بلغ تعداد سكانها 27 حسب تعداد اليمن لعام 2004.